# 終わりなきPrelude
「終わりなきPrelude」（おわりなきプレリュード）は、佐藤ひろ美（佐藤裕美名義）の楽曲。上松範康が作詞・作曲を手掛けた。佐藤のメジャー3枚目、および通算7枚目のシングルとして2004年11月26日にb-fairy recordsから発売された。

## 概要
佐藤のシングルとしては前作「Angelic Symphony」以来、約5か月ぶりのリリースとなる。
表題曲はPlayStation 2用ゲームソフト『GALAXY ANGEL Eternal Lovers』のエンディングテーマ、カップリング曲はラジオ関西『佐藤裕美のヒロミデンパ』のオープニングテーマにそれぞれ使用された。

## チャート成績
初週2.854枚を売り上げ、2004年12月6日付オリコン週間シングルランキングで初登場70位を獲得した。チャート登場回数は2回。累計3,780枚のセールスを記録した。

## シングル収録内容
| 全作曲: 上松範康。 |                                |           |            |          |      |
| #                  | タイトル                       | 作詞      | 作曲・編曲 | 編曲     | 時間 |
| 1.                 | 「終わりなきPrelude」          | 上松範康  | 上松範康   | 藤田淳平 | 6:23 |
| 2.                 | 「あなたにとどけ」             | 佐藤裕美  | 上松範康   | 菊田大介 | 3:52 |
| 3.                 | 「終わりなきPrelude」(karaoke) |           | 上松範康   |          | 6:22 |
| 4.                 | 「あなたにとどけ」(karaoke)    |           | 上松範康   |          | 3:49 |
| 合計時間:          | 合計時間:                      | 合計時間: | 合計時間:  | 20:26    |      |

## 収録アルバム
| 曲名              | 収録アルバム                     | 発売日        | 備考 |
| ----------------- | -------------------------------- | ------------- | ---- |
| 終わりなきPrelude | Angelica                         | 2005年2月24日 |      |
| 終わりなきPrelude | ギャラクシーエンジェル ベスト    | 2009年3月25日 |      |
| 終わりなきPrelude | 佐藤ひろ美 THE BEST -Ever Green- | 2010年9月22日 |      |